# Reichsfilmkammer
Die Reichsfilmkammer (RFK) war eine Körperschaft des öffentlichen Rechts, die während der Zeit des Nationalsozialismus das deutsche Filmwesen regelte. Jede Person, die im Deutschen Reich an Filmproduktionen mitwirken wollte, musste Mitglied der Reichsfilmkammer sein. Eine Nicht-Mitgliedschaft kam einem Berufsverbot gleich. Die RFK war Teil der Gleichschaltung der Gesellschaft im Dritten Reich und hatte ihren Sitz in Berlin. Untergebracht war sie in der Meinekestraße 21, bis sie 1942 nach der Zerstörung dieses Hauses durch einen Luftangriff in die Schlüterstraße 45 umziehen musste.

## Geschichte
Historischer Vorläufer der Reichsfilmkammer war die Spitzenorganisation der Filmwirtschaft (SPIO).
Eingerichtet wurde die Reichsfilmkammer auf der Grundlage des „Gesetzes über die Errichtung einer vorläufigen Filmkammer“ vom 14. Juli 1933. Mit dem „Reichskulturkammergesetz“ vom 22. September 1933 wurde sie als Unterabteilung in die neu gegründete Reichskulturkammer eingegliedert.
Der Einrichtung der Reichsfilmkammer war eine Verordnung des Propagandaministeriums vorausgegangen, die Juden und Ausländern die Betätigung in der deutschen Filmindustrie untersagte.
Neben dem für das Publikum bestimmten und in größerer Auflage gedruckten Film-Kurier erschien für Filmschaffende als offizielles Organ der Reichsfilmkammer im Max Hesses Verlag das Journal Der deutsche Film. Zeitschrift für Filmkunst und Filmwirtschaft sowie das Jahrbuch der Reichsfilmkammer.
Sie wurde mit der Reichskulturkammer durch das Kontrollratsgesetz Nr. 2 vom 12. Oktober 1945 aufgelöst.  Durch Artikel I des Kontrollratsgesetz Nr. 60 vom 19. Dezember 1947 wurde zudem das „Gesetz über die Errichtung einer vorläufigen Filmkammer“  aufgehoben.
Ihre Rechtsnachfolge als Berufsorganisation trat am 6. Juni 1945 im unzerstört gebliebenen Gebäude in der Schlüterstraße die unter der sowjetischen Besatzungsmacht gegründete Kammer der Kunstschaffenden an, die sich u. a. anhand des nicht vernichteten Aktenbestandes der Entnazifizierung der Kunstschaffenden widmete.

## Aufgaben
In der nationalsozialistischen Filmpolitik hatte die Reichsfilmkammer eine Schlüsselstellung inne. Ihre Aufgaben waren u. a.:
- Zwangserfassung aller im Filmgewerbe Tätigen (Produktion, Verleih, Kino); siehe Reichsfachschaft Film
- Regelung des Lichtspielwesens (z. B. der Eintrittspreise, der Programmgestaltung, der Reklame usw.)
- Regelung der Gestaltung der Verträge z. B. zwischen Filmschaffenden und Produzenten sowie zwischen Theaterbesitzern und Verleihern
- Aufsicht über die Filmkreditbank GmbH
- Regelung des Filmaußenhandels

## Organisation

### Abteilungen
Die Reichsfilmkammer umfasste 10 Abteilungen:
I. Allgemeine Verwaltung
Referate: 1. Recht – 2. Haushalt und Finanzen – 3. Personalien
II. Politik und Kultur
1. Nachrichtenstelle Inlandspresse
2. Nachrichtenstelle Auslandspresse
3. Reichsfilmarchiv
III. Künstlerische Betreuung des Filmschaffens
1. Dramaturgie – 2. Besetzungsfragen
IV. Filmwirtschaft
Sonderreferat: Devisenangelegenheiten
Sonderreferat: Urheber-, Arbeits-, Steuerrecht
V. Fachschaft Film
VI. Fachgruppe Filmproduktion
1. Spielfilmherstellung – 2. Filmaußenhandel – 3. Filmateliers
VII. Fachgruppe inländischer Filmvertrieb
VIII. Filmtheater
IX. Fachgruppe Film- und Kinotechnik
X. Fachgruppe Kultur-, Werbefilm und Lichtspielstellen

### Leitung
Präsidenten der Reichsfilmkammer waren:
- der Jurist Fritz Scheuermann (1933–1935)
- der württembergische Wirtschaftsminister Oswald Lehnich (1935–1939)
- der Regisseur Carl Froelich (1939–1945)

Sie unterstanden unmittelbar dem Präsidenten der Reichskulturkammer, Joseph Goebbels.
Zudem gab es einen Vizepräsidenten und einen Geschäftsführer. Im Jahre 1940 waren dies Karl Melzer und Heinz Tackmann.
Des Weiteren untergliederte sich die Reichsfilmkammer in die Landesleitungen sowie die Fachorganisationen. 1940 wurden Landesleiter Film des Landeskulturwalters Gau in 31 Städten aufgeführt. Die Fachorganisationen fanden sich in den Außenstellen der Reichsfilmkammer in Wien, München, Berlin für den Bezirk Ostdeutschland-Berlin, Breslau für den Bezirk Ostdeutschland-Breslau, Königsberg für den Bezirk Ostdeutschland-Königsberg, Düsseldorf für den Bezirk Düsseldorf, Frankfurt am Main für den Bezirk Frankfurt a. M., Leipzig für den Bezirk Leipzig und Hamburg für den Bezirk Hamburg.